# Gatchen

Reffgatchen (20) in einem Gaffelsegel. Mit den Reffbändseln (21), die durch die Reffgatchen gesteckt sind, wird der untere Teil des Segels an den Baum gebunden und dadurch die Segelfläche verkleinert (Bindereff).

Als Gatchen (auch Gatje,  Gatjen oder Gattchen) wird in der Seemannssprache ein kleines Loch in einem Segel oder einer Persenning bezeichnet. Der Ausdruck ist eine Verkleinerungsform des seemännischen Begriffs Gat (auch Gatt), der Gasse, Loch, Tor, Lücke, (enge) Öffnung bedeutet.
Die Gatchen ermöglichen das Anschlagen (Befestigen) des Segels an Mast, Gaffel oder Baum beispielsweise mittels einer Reffleine bei einem Bindereff. Persenninge werden befestigt, indem eine Reihleine durch die Gatchen gezogen wird.
Damit Gatchen nicht ausreißen oder schamfilen (scheuern), werden die Ränder durch Kauschen verstärkt.